# Eleição presidencial da Rússia em 2004
A eleição presidencial de 2004 na Rússia foi realizada em 14 de março do mesmo ano. O presidente titular, Vladimir Putin, foi reeleito para seu segundo mandato.